# HM13
El antígeno menor de histocompatibilidad H13 es una proteína que en humanos está codificada por el gen HM13 .

## Función
El antígeno 13 de histocompatibilidad menor es un péptido no mérico que se origina a partir de una proteína codificada por el gen H13. El péptido es generado por el citosol por el proteasoma, ingresa al lumen del retículo endoplásmico (RE) por el transportador asociado con el procesamiento de antígenos (TAP) y se presenta en la superficie celular en moléculas del antígeno I de histocompatibilidad principal H2-Db (MHC I). La alorreactividad, que conduce al rechazo del trasplante en ratones, es conferida por el polimorfismo Val / Ile en el péptido "SSV (V / I) GVWYL". El gen ortólogo en humanos se llama HM13. Si existe un polimorfismo relacionado, y si el HM13 sirve como un antígeno de histocompatibilidad menor, sin embargo, queda por abordar.
La proteína codificada por el gen M13 / HM13 es el péptido señal peptidasa (SPP), una proteasa intramembrana residente en ER. La SPP se localiza en el retículo endoplásmico, cataliza la proteólisis intramembrana de algunos péptidos señal después de que se han escindido de una preproteína. Esta actividad es necesaria para generar epítopos del antígeno E de linfocitos humanos derivados de la secuencia señal que son reconocidos por el sistema inmunológico y para procesar la proteína del núcleo del virus de la hepatitis C. La proteína codificada es una proteína de membrana integral con motivos de secuencia característicos de las proteasas aspárticas de tipo presenilina. Se han encontrado múltiples variantes de transcripción que codifican varias isoformas diferentes para este gen.